# Bârla
Bârla is een Roemeense gemeente in het district Argeș.
Bârla telt 5504 inwoners.